# Leandro Salino
Leandro Salino do Carmo (ur. 22 kwietnia 1985 w Juiz de Fora) – brazylijski piłkarz występujący na pozycji pomocnika.

## Kariera
Salino karierę rozpoczynał w 2004 roku w zespole América MG. W 2005 roku był stamtąd wypożyczony do Ipatingi. W tym samym roku przeszedł do portugalskiego Nacionalu. W jego barwach nie rozegrał żadnego spotkania. Był natomiast wypożyczany do trzecioligowego AD Camacha, a także do brazylijskiej Ipatingi.
W 2007 roku Salino został graczem drużyny CR Flamengo. W Campeonato Brasileiro Série A zadebiutował 10 czerwca 2007 roku w przegranym 0:4 pojedynku z Figueirense. W sezonie 2007 dla Flamengo zagrał dwa razy. Cały następny sezon spędził na wypożyczeniu w Ipatindze.
Na początku 2009 roku Salino ponownie przeszedł do Nacionalu. W Primeira Liga zadebiutował 1 lutego 2009 roku w zremisowanym 0:0 pojedynku z Leixões SC. Przez półtora roku w barwach Nacionalu rozegrał 38 spotkań.
W 2010 roku odszedł do innego zespołu Primeira Liga, SC Braga. Zadebiutował tam 13 sierpnia 2010 roku w wygranym 3:1 meczu z Portimonense SC, w którym strzelił także gola, który był jednocześnie jego pierwszym w Primeira Liga. W 2011 roku dotarł z zespołem do finału Ligi Europy, a w 2012 roku zajął z nim 3. miejsce w Primeira Liga. W 2013 roku przeszedł do Olympiakosu. W 2016 roku odszedł z tego klubu.